# Campeonato Mundial de Fórmula 1 de 1996
A Temporada de Fórmula 1 de 1996 foi a 47ª realizada pela FIA. Teve como campeão o britânico Damon Hill, da Williams, sendo vice-campeão o canadense Jacques Villeneuve, também da Williams.

## Pilotos e construtores
Os três primeiros colocados da temporada 1996:
| Vice-campeão       | Campeão          | 3º Lugar           |
|                    |                  |                    |
| Jacques Villeneuve | Damon Hill       | Michael Schumacher |
| Williams Renault   | Williams Renault | Ferrari            |

| Equipe                      | Construtor | Chassis        | Motor                                      | Pneu | No          | Piloto                | Piloto(s) de testes           |
| --------------------------- | ---------- | -------------- | ------------------------------------------ | ---- | ----------- | --------------------- | ----------------------------- |
| Scuderia Ferrari            | Ferrari    | F310           | Ferrari 046 3.0 V10                        | G    | 1           | Michael Schumacher    | Nicola Larini                 |
| Scuderia Ferrari            | Ferrari    | F310           | Ferrari 046 3.0 V10                        | G    | 2           | Eddie Irvine          | Nicola Larini                 |
| Mild Seven Benetton Renault | Benetton   | B196           | Renault RS8 3.0 V10                        | G    | 3           | Jean Alesi            | Vincenzo Sospiri Allan McNish |
| Mild Seven Benetton Renault | Benetton   | B196           | Renault RS8 3.0 V10                        | G    | 4           | Gerhard Berger        | Vincenzo Sospiri Allan McNish |
| Rothmans Williams Renault   | Williams   | FW18           | Renault RS8 3.0 V10                        | G    | 5           | Damon Hill            | Jean-Christophe Boullion      |
| Rothmans Williams Renault   | Williams   | FW18           | Renault RS8 3.0 V10                        | G    | 6           | Jacques Villeneuve    | Jean-Christophe Boullion      |
| Marlboro McLaren Mercedes   | McLaren    | MP4/11 MP4/11B | Mercedes FO 110 3.0 V10                    | G    | 7           | Mika Häkkinen         | Jan Magnussen Ralf Schumacher |
| Marlboro McLaren Mercedes   | McLaren    | MP4/11 MP4/11B | Mercedes FO 110 3.0 V10                    | G    | 8           | David Coulthard       | Jan Magnussen Ralf Schumacher |
| Ligier Gauloises Blondes    | Ligier     | JS43           | Mugen-Honda MF-301 HA 3.0 V10              | G    | 9           | Olivier Panis         | Kelvin Burt                   |
| Ligier Gauloises Blondes    | Ligier     | JS43           | Mugen-Honda MF-301 HA 3.0 V10              | G    | 10          | Pedro Paulo Diniz     | Kelvin Burt                   |
| B&H Total Jordan Peugeot    | Jordan     | 196            | Peugeot A12 EV5 3.0 V10                    | G    | 11          | Rubens Barrichello    | Gianni Morbidelli             |
| B&H Total Jordan Peugeot    | Jordan     | 196            | Peugeot A12 EV5 3.0 V10                    | G    | 12          | Martin Brundle        | Gianni Morbidelli             |
| Red Bull Sauber Ford        | Sauber     | C15            | Ford JD Zetec-R 3.0 V10                    | G    | 14          | Johnny Herbert        | Norberto Fontana              |
| Red Bull Sauber Ford        | Sauber     | C15            | Ford JD Zetec-R 3.0 V10                    | G    | 15          | Heinz-Harald Frentzen | Norberto Fontana              |
| Footwork Hart               | Footwork   | FA17           | Hart 830 3.0 V8                            | G    | 16          | Ricardo Rosset        | Kenny Bräck                   |
| Footwork Hart               | Footwork   | FA17           | Hart 830 3.0 V8                            | G    | 17          | Jos Verstappen        | Kenny Bräck                   |
| Tyrrell Yamaha              | Tyrrell    | 024            | Yamaha OX11A (Judd JV rebatizados) 3.0 V10 | G    | 18          | Ukyo Katayama         | Emmanuel Collard              |
| Tyrrell Yamaha              | Tyrrell    | 024            | Yamaha OX11A (Judd JV rebatizados) 3.0 V10 | G    | 19          | Mika Salo             | Emmanuel Collard              |
| Minardi F1 Team             | Minardi    | M195B          | Ford EDM2 3.0 V8 Ford EDM3 3.0 V8          | G    | 20          | Pedro Lamy            | n/a                           |
| Minardi F1 Team             | Minardi    | M195B          | Ford EDM2 3.0 V8 Ford EDM3 3.0 V8          | G    | 21          | Giancarlo Fisichella  | n/a                           |
| Forti Corse                 | Forti      | FG01B FG03     | Ford ECA Zetec-R 3.0 V8                    | G    | 22          | Luca Badoer           | Franck Lagorce                |
| Forti Corse                 | Forti      | FG01B FG03     | Ford ECA Zetec-R 3.0 V8                    | G    | 23          | Andrea Montermini     | Franck Lagorce                |
| DAMS (desistiu)             | DAMS       |                | Ford ECA Zetec-R 3.0 V10                   | G    | 24          | Érik Comas            | não possui                    |
| DAMS (desistiu)             | DAMS       | 25             | Ford ECA Zetec-R 3.0 V10                   | G    | Jan Lammers |                       | não possui                    |

## Trocas de pilotos
- Ferrari: Na luta para quebrar um jejum de títulos que durava desde 1979, a Scuderia contratou o alemão Michael Schumacher e o norte-irlandês Eddie Irvine, vindo da Jordan.
- Benetton: Em sua primeira temporada pós-Schumacher, a Benetton fez sua primeira temporada como equipe italiana. O francês Jean Alesi e o austríaco Gerhard Berger foram os pilotos contratados.
- Williams: Jacques Villeneuve, campeão da Indy em 1995 e vencedor das 500 Milhas de Indianápolis no mesmo ano, substituiu David Coulthard, contratado pela McLaren. Damon Hill permaneceria pelo quarto ano seguido.
- McLaren: Recuperado de um violento acidente em Adelaide, Mika Häkkinen permaneceu na equipe de Woking para 1996. David Coulthard foi contratado para o lugar do inglês Mark Blundell, que foi para a Indy em 1996, já como CART World Series. Essa foi a última vez que a escuderia estampou as cores vermelha e branca da marca de cigarro Marlboro em suas carenagens como patrocinador principal após 23 anos de parceria. Foi um dos patrocínios mais longevos na categoria.[1]
- Ligier: Olivier Panis seguiria na Ligier, tendo agora o brasileiro Pedro Paulo Diniz a seu lado. Essa é a última temporada da escuderia na Fórmula 1.[2]
- Jordan: Rubens Barrichello, em sua última temporada pela equipe irlandesa, ganhou a companhia do experiente inglês Martin Brundle, que faria sua despedida como piloto de F-1 ao final do ano.
- Sauber: Sem o austríaco Karl Wendlinger, a equipe de Peter Sauber seguiria com o alemão Heinz-Harald Frentzen e contrataria o inglês Johnny Herbert. A temporada de 1996 marcou também o início da parceria entre a Sauber e a Petronas, que durou até 2005.
- Footwork: Em crise financeira, a Footwork contratou o holandês Jos Verstappen e o estreante brasileiro Ricardo Rosset, que não pontuou.
- Tyrrell: Pela quarta temporada seguida, a Yamaha forneceria motores para a equipe de Ken Tyrrell, garantindo a permanência de Ukyo Katayama, que faria sua última temporada pela Tyrrell. Mika Salo permaneceu no carro #19.
- Minardi: Inicialmente, Taki Inoue fora contratado para correr na equipe italiana, mas um problema de patrocínio fez com que Giancarlo Fisichella entrasse no lugar do japonês. Tarso Marques disputou apenas os GPs do Brasil e da Argentina, e foi substituído pelo italiano a partir da etapa de Nürburgring. Foi também a única temporada completa do português Pedro Lamy na F-1. O também italiano Giovanni Lavaggi disputou outras 6 corridas, largando em 3 e não se classificando para outras 3.
- Forti: Assim como a Footwork, a equipe de Guido Forti penou com problemas financeiros em sua segunda temporada na F-1. Luca Badoer e Andrea Montermini largaram juntos apenas 4 vezes, não se classificaram para outras 4 corridas, além de terem ficado de fora do GP da Alemanha.

### Não largou
- DAMS: Tradicional equipe da Fórmula 3000 Internacional, a DAMS esteve prestes a disputar a temporada de 1996, com o francês Érik Comas e o holandês Jan Lammers (Emmanuel Collard também brigou por uma vaga). O carro, batizado de DAMS GD-01, foi projetado pela Reynard Motorsport, mas a falta de recursos inviabilizou a participação da equipe de Jean-Paul Driot.

## Calendário
| Prova | Grande Prêmio      | Data           | Local             |
| ----- | ------------------ | -------------- | ----------------- |
| 1     | GP da Austrália    | 10 de Março    | Melbourne         |
| 2     | GP do Brasil       | 31 de Março    | Interlagos        |
| 3     | GP da Argentina    | 7 de Abril     | Oscar Gálvez      |
| 4     | GP da Europa       | 28 de Abril    | Nürburgring       |
| 5     | GP de San Marino   | 5 de Maio      | Ímola             |
| 6     | GP de Mônaco       | 19 de Maio     | Monte Carlo       |
| 7     | GP da Espanha      | 2 de Junho     | Catalunha         |
| 8     | GP do Canadá       | 16 de Junho    | Montreal          |
| 9     | GP da França       | 30 de Junho    | Magny-Cours       |
| 10    | GP da Grã-Bretanha | 14 de Julho    | Silverstone       |
| 11    | GP da Alemanha     | 28 de Julho    | Hockenheim        |
| 12    | GP da Hungria      | 11 de Agosto   | Hungaroring       |
| 13    | GP da Bélgica      | 25 de Agosto   | Spa-Francorchamps |
| 14    | GP da Itália       | 8 de Setembro  | Monza             |
| 15    | GP de Portugal     | 22 de Setembro | Estoril           |
| 16    | GP do Japão        | 13 de Outubro  | Suzuka            |

## Resultados da temporada

### Grandes Prêmios
| GP | Grande Prêmio      | Pole Position      | Volta mais rápida  | Vencedor           | Equipe             | Descrição |
| -- | ------------------ | ------------------ | ------------------ | ------------------ | ------------------ | --------- |
| 1  | GP da Austrália    | Jacques Villeneuve | Jacques Villeneuve | Damon Hill         | Williams-Renault   | Detalhes  |
| 2  | GP do Brasil       | Damon Hill         | Damon Hill         | Damon Hill         | Williams-Renault   | Detalhes  |
| 3  | GP da Argentina    | Damon Hill         | Jean Alesi         | Damon Hill         | Williams-Renault   | Detalhes  |
| 4  | GP da Europa       | Damon Hill         | Damon Hill         | Jacques Villeneuve | Williams-Renault   | Detalhes  |
| 5  | GP de San Marino   | Michael Schumacher | Damon Hill         | Damon Hill         | Williams-Renault   | Detalhes  |
| 6  | GP de Mônaco       | Michael Schumacher | Jean Alesi         | Olivier Panis      | Ligier-Mugen-Honda | Detalhes  |
| 7  | GP da Espanha      | Damon Hill         | Michael Schumacher | Michael Schumacher | Ferrari            | Detalhes  |
| 8  | GP do Canadá       | Damon Hill         | Jacques Villeneuve | Damon Hill         | Williams-Renault   | Detalhes  |
| 9  | GP da França       | Michael Schumacher | Jacques Villeneuve | Damon Hill         | Williams-Renault   | Detalhes  |
| 10 | GP da Grã-Bretanha | Damon Hill         | Jacques Villeneuve | Jacques Villeneuve | Williams-Renault   | Detalhes  |
| 11 | GP da Alemanha     | Damon Hill         | Damon Hill         | Damon Hill         | Williams-Renault   | Detalhes  |
| 12 | GP da Hungria      | Michael Schumacher | Damon Hill         | Jacques Villeneuve | Williams-Renault   | Detalhes  |
| 13 | GP da Bélgica      | Jacques Villeneuve | Gerhard Berger     | Michael Schumacher | Ferrari            | Detalhes  |
| 14 | GP da Itália       | Damon Hill         | Michael Schumacher | Michael Schumacher | Ferrari            | Detalhes  |
| 15 | GP de Portugal     | Damon Hill         | Jacques Villeneuve | Jacques Villeneuve | Williams-Renault   | Detalhes  |
| 16 | GP do Japão        | Jacques Villeneuve | Jacques Villeneuve | Damon Hill         | Williams-Renault   | Detalhes  |

### Classificação de pilotos
| Pos | Piloto                | AUS | BRA | ARG | EUR | SMR | MON | ESP | CAN | FRA | GBR | GER | HUN | BEL | ITA | POR | JPN | Pontos |
| --- | --------------------- | --- | --- | --- | --- | --- | --- | --- | --- | --- | --- | --- | --- | --- | --- | --- | --- | ------ |
| 1   | Damon Hill            | 1   | 1   | 1   | 4   | 1   | Ret | Ret | 1   | 1   | Ret | 1   | 2   | 5   | Ret | 2   | 1   | 97     |
| 2   | Jacques Villeneuve    | 2   | Ret | 2   | 1   | 11† | Ret | 3   | 2   | 2   | 1   | 3   | 1   | 2   | 7   | 1   | Ret | 78     |
| 3   | Michael Schumacher    | Ret | 3   | Ret | 2   | 2   | Ret | 1   | Ret | DNS | Ret | 4   | 9†  | 1   | 1   | 3   | 2   | 59     |
| 4   | Jean Alesi            | Ret | 2   | 3   | Ret | 6   | Ret | 2   | 3   | 3   | Ret | 2   | 3   | 4   | 2   | 4   | Ret | 47     |
| 5   | Mika Häkkinen         | 5   | 4   | Ret | 8   | 8†  | 6†  | 5   | 5   | 5   | 3   | Ret | 4   | 3   | 3   | Ret | 3   | 31     |
| 6   | Gerhard Berger        | 4   | Ret | Ret | 9   | 3   | Ret | Ret | Ret | 4   | 2   | 13† | Ret | 6   | Ret | 6   | 4   | 21     |
| 7   | David Coulthard       | Ret | Ret | 7   | 3   | Ret | 2   | Ret | 4   | 6   | 5   | 5   | Ret | Ret | Ret | 13  | 8   | 18     |
| 8   | Rubens Barrichello    | Ret | Ret | 4   | 5   | 5   | Ret | Ret | Ret | 9   | 4   | 6   | 6   | Ret | 5   | Ret | 9   | 14     |
| 9   | Olivier Panis         | 7   | 6   | 8   | Ret | Ret | 1   | Ret | Ret | 7   | Ret | 7   | 5   | Ret | Ret | 10  | 7   | 13     |
| 10  | Eddie Irvine          | 3   | 7   | 5   | Ret | 4   | 7†  | Ret | Ret | Ret | Ret | Ret | Ret | Ret | Ret | 5   | Ret | 11     |
| 11  | Martin Brundle        | Ret | 12† | Ret | 6   | Ret | Ret | Ret | 6   | 8   | 6   | 10  | Ret | Ret | 4   | 9   | 5   | 8      |
| 12  | Heinz-Harald Frentzen | 8   | Ret | Ret | Ret | Ret | 4†  | 4   | Ret | Ret | 8   | 8   | Ret | Ret | Ret | 7   | 6   | 7      |
| 13  | Mika Salo             | 6   | 5   | Ret | DSQ | Ret | 5†  | DSQ | Ret | 10  | 7   | 9   | Ret | 7   | Ret | 11  | Ret | 5      |
| 14  | Johnny Herbert        | Ret | Ret | 9   | 7   | Ret | 3   | Ret | 7   | DSQ | 9   | Ret | Ret | Ret | 9†  | 8   | 10  | 4      |
| 15  | Pedro Paulo Diniz     | 10  | 8   | Ret | 10  | 7   | Ret | 6   | Ret | Ret | Ret | Ret | Ret | Ret | 6   | Ret | Ret | 2      |
| 16  | Jos Verstappen        | Ret | Ret | 6   | Ret | Ret | Ret | Ret | Ret | Ret | 10  | Ret | Ret | Ret | 8   | Ret | 11  | 1      |
| 17  | Ukyo Katayama         | 11  | 9   | Ret | DSQ | Ret | Ret | Ret | Ret | Ret | Ret | Ret | 7   | 8   | 10  | 12  | Ret | 0      |
| 18  | Ricardo Rosset        | 9   | Ret | Ret | 11  | Ret | Ret | Ret | Ret | 11  | Ret | 11  | 8   | 9   | Ret | 14  | 13  | 0      |
| 19  | Giancarlo Fisichella  | Ret |     |     | 13  | Ret | Ret | Ret | 8   | Ret | 11  |     |     |     |     |     |     | 0      |
| 20  | Pedro Lamy            | Ret | 10  | Ret | 12  | 9   | Ret | Ret | Ret | 12  | Ret | 12  | Ret | 10  | Ret | 16  | 12  | 0      |
| 21  | Luca Badoer           | NQ  | 11  | Ret | NQ  | 10  | Ret | NQ  | Ret | Ret | NQ  |     |     |     |     |     |     | 0      |
| 22  | Giovanni Lavaggi      |     |     |     |     |     |     |     |     |     |     | NQ  | 10† | NQ  | Ret | 15  | NQ  | 0      |
| 23  | Andrea Montermini     | NQ  | Ret | 10  | NQ  | NQ  | DNS | NQ  | Ret | Ret | NQ  |     |     |     |     |     |     | 0      |
| 24  | Tarso Marques         |     | Ret | Ret |     |     |     |     |     |     |     |     |     |     |     |     |     | 0      |
| Pos | Piloto                | AUS | BRA | ARG | EUR | SMR | MON | ESP | CAN | FRA | GBR | GER | HUN | BEL | ITA | POR | JPN | Pontos |

| Cor        | Resultado             |
| ---------- | --------------------- |
| Ouro       | Vencedor              |
| Prata      | 2.º lugar             |
| Bronze     | 3.º lugar             |
| Verde      | Terminou, nos pontos  |
| Azul       | Terminou, sem pontos  |
| Púrpura    | Ret – Retirou-se      |
| Vermelho   | NQ – Não qualificado  |
| Preto      | DSQ – Desqualificado  |
| Branco     | NL – Não largou       |
| Branco     | C – Corrida cancelada |
| Azul claro | AT – Apenas Treino    |
| Sem cor    | NP – Não participou   |
| Sem cor    | Les – Lesionado       |
| Sem cor    | EX – Excluído         |

- Em negrito indica pole position e itálico volta mais rápida.

† Completou mais de 90% da distância da corrida.

### Pilotos
| Pos | Piloto                | Construtor(es)     | Corridas | Vitórias | Pódiuns | Poles | V.rápidas | Pontos |
| --- | --------------------- | ------------------ | -------- | -------- | ------- | ----- | --------- | ------ |
| 1   | Damon Hill            | Williams-Renault   | 16       | 8        | 10      | 9     | 5         | 97     |
| 2   | Jacques Villeneuve    | Williams-Renault   | 16       | 4        | 11      | 3     | 6         | 78     |
| 3   | Michael Schumacher    | Ferrari            | 15       | 3        | 8       | 4     | 2         | 59     |
| 4   | Jean Alesi            | Benetton-Renault   | 16       | 0        | 8       | 0     | 2         | 47     |
| 5   | Mika Häkkinen         | McLaren-Mercedes   | 16       | 0        | 4       | 0     | 0         | 31     |
| 6   | Gerhard Berger        | Benetton-Renault   | 16       | 0        | 2       | 0     | 1         | 21     |
| 7   | David Coulthard       | McLaren-Mercedes   | 16       | 0        | 2       | 0     | 0         | 18     |
| 8   | Rubens Barrichello    | Jordan-Peugeot     | 16       | 0        | 0       | 0     | 0         | 14     |
| 9   | Olivier Panis         | Ligier-Mugen-Honda | 16       | 1        | 1       | 0     | 0         | 13     |
| 10  | Eddie Irvine          | Ferrari            | 16       | 0        | 1       | 0     | 0         | 11     |
| 11  | Martin Brundle        | Jordan-Peugeot     | 16       | 0        | 0       | 0     | 0         | 8      |
| 12  | Heinz-Harald Frentzen | Sauber-Ford        | 16       | 0        | 0       | 0     | 0         | 7      |
| 13  | Mika Salo             | Tyrrell-Yamaha     | 16       | 0        | 0       | 0     | 0         | 5      |
| 14  | Johnny Herbert        | Sauber-Ford        | 16       | 0        | 1       | 0     | 0         | 4      |
| 15  | Pedro Paulo Diniz     | Ligier-Mugen-Honda | 16       | 0        | 0       | 0     | 0         | 2      |
| 16  | Jos Verstappen        | Footwork-Hart      | 16       | 0        | 0       | 0     | 0         | 1      |
| 17  | Ukyo Katayama         | Tyrrell-Yamaha     | 16       | 0        | 0       | 0     | 0         | 0      |
| 18  | Ricardo Rosset        | Footwork-Hart      | 16       | 0        | 0       | 0     | 0         | 0      |
| 19  | Giancarlo Fisichella  | Minardi-Ford       | 8        | 0        | 0       | 0     | 0         | 0      |
| 20  | Pedro Lamy            | Minardi-Ford       | 16       | 0        | 0       | 0     | 0         | 0      |
| 21  | Luca Badoer           | Forti-Ford         | 6        | 0        | 0       | 0     | 0         | 0      |
| 22  | Giovanni Lavaggi      | Minardi-Ford       | 3        | 0        | 0       | 0     | 0         | 0      |
| 23  | Andrea Montermini     | Forti-Ford         | 4        | 0        | 0       | 0     | 0         | 0      |
| 24  | Tarso Marques         | Minardi-Ford       | 2        | 0        | 0       | 0     | 0         | 0      |

### Classificação de construtores
| Pos | Construtor | Chassis | Motor                                  | Pneu | GPs   | Vitórias | Pódiums | Poles | Subtotal de Pontos | Total de Pontos |
| --- | ---------- | ------- | -------------------------------------- | ---- | ----- | -------- | ------- | ----- | ------------------ | --------------- |
| 1   | Williams   | FW18    | Renault RS8 V10                        | G    | 16    | 12       | 21      | 12    | 175                | 175             |
| 2   | Ferrari    | F310    | Ferrari 046 V10                        | G    | 16    | 3        | 9       | 4     | 70                 | 70              |
| 3   | Benetton   | B196    | Renault RS8 V10                        | G    | 16    |          | 10      |       | 68                 | 68              |
| 4   | McLaren    | MP4/11  | Mercedes FO 110D V10                   | G    | 9     |          | 2       |       | 26                 | 49              |
| 4   | McLaren    | MP4/11B | Mercedes FO 110D V10                   | G    | 7     |          |         |       | 23                 | 49              |
| 5   | Jordan     | 196     | Peugeot A12 V10                        | G    | 16    |          |         |       | 22                 | 22              |
| 6   | Ligier     | JS43    | Mugen-Honda MF-301HA V10               | G    | 16    | 1        | 1       |       | 15                 | 15              |
| 7   | Sauber     | C15     | Ford JD Zetec-R V10                    | G    | 16    |          | 1       |       | 11                 | 11              |
| 8   | Tyrrell    | 024     | Yamaha OX11A (Judd JV rebatizados) V10 | G    | 16    |          |         |       | 5                  | 5               |
| 9   | Footwork   | FA17    | Hart 830 V8                            | G    | 16    |          |         |       | 1                  | 1               |
| 10  | Minardi    | M195B   | Ford EDM V8                            | G    | 16    |          |         |       | 0                  | 0               |
| 11  | Forti      | FG01B   | Ford EDD V8                            | G    | 2 (2) |          |         |       | 0                  | 0               |
| 11  | Forti      | FG03    | Ford EDD V8                            | G    | 4 (3) |          |         |       | 0                  | 0               |